# Kościół Świętej Trójcy w Mikołajkach
Kościół Świętej Trójcy – kościół należący do diecezji mazurskiej Kościoła Ewangelicko-Augsburskiego w RP, mieszczący się w Mikołajkach. Jeden z rejestrowanych zabytków miasta.
Budowla została zaprojektowana przez architekta Karla Friedricha Schinkla w stylu klasycystycznym. Prace budowlane rozpoczęły się w 1841 roku. W 1842 roku świątynia została poświęcona. W 1880 roku została ukończona wieża zegarowa. W 1914 roku, w czasie wysadzania przez wojska rosyjskie mostów w mieście, w kościele wypadły wszystkie szyby.
We wnętrzu świątyni znajduje się sklepienie kolebkowe z kasetonami, drewniane empory i zamontowane nad wejściem organy wykonane przez organmistrza Scherweita z Ełku. Z lewej i prawej strony prezbiterium są umieszczone dwa portrety mikołajskich pastorów, Andrzeja Kowalewskiego i Wojciecha Pomian-Pessaroviusa. Ściany kościoła są ozdobione obrazami i tablicami pamiątkowymi z XVII i XIX wieku. W skarbcu świątyni znajduje się zabytkowy kielich mszalny z 1772 roku.

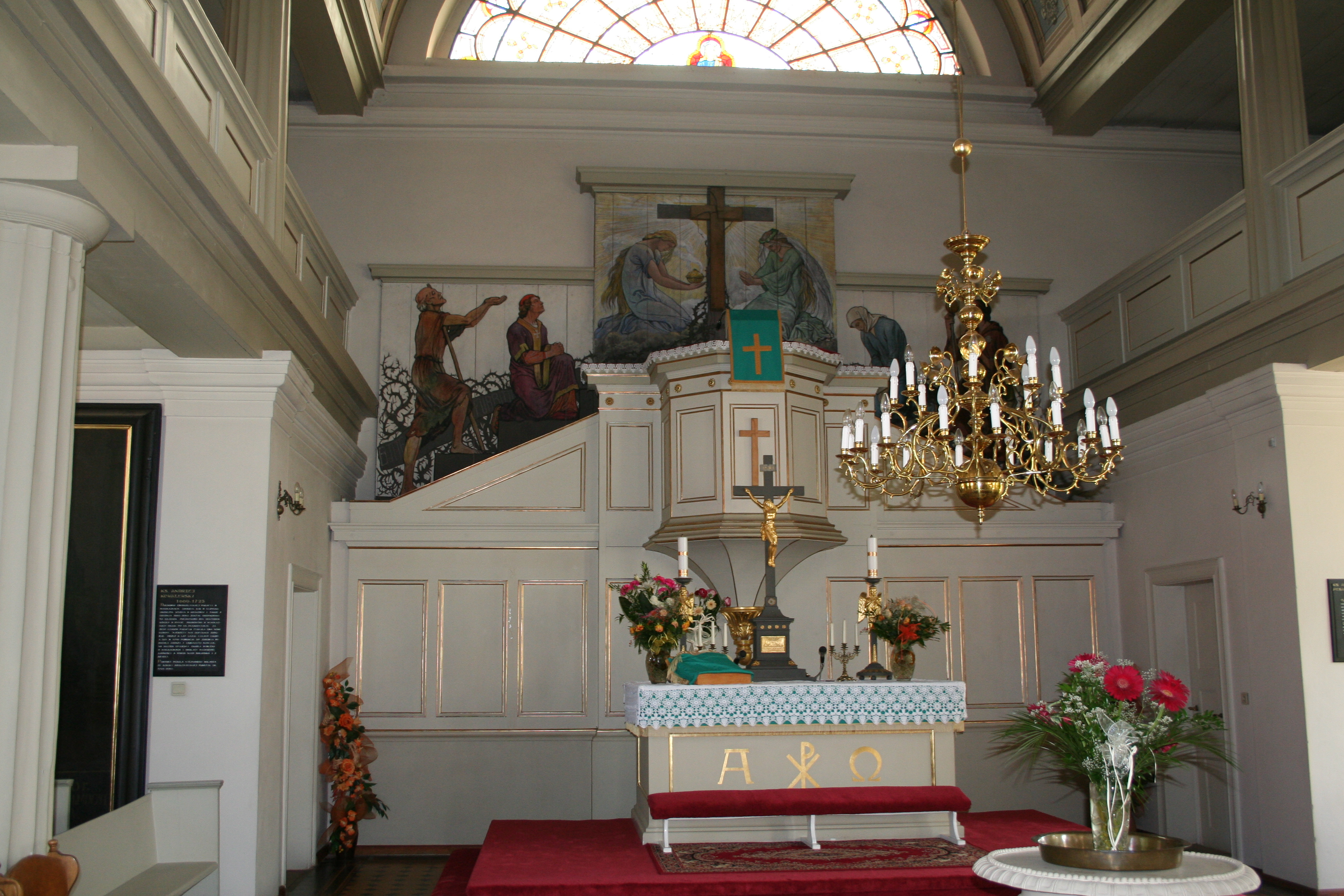
Ołtarz
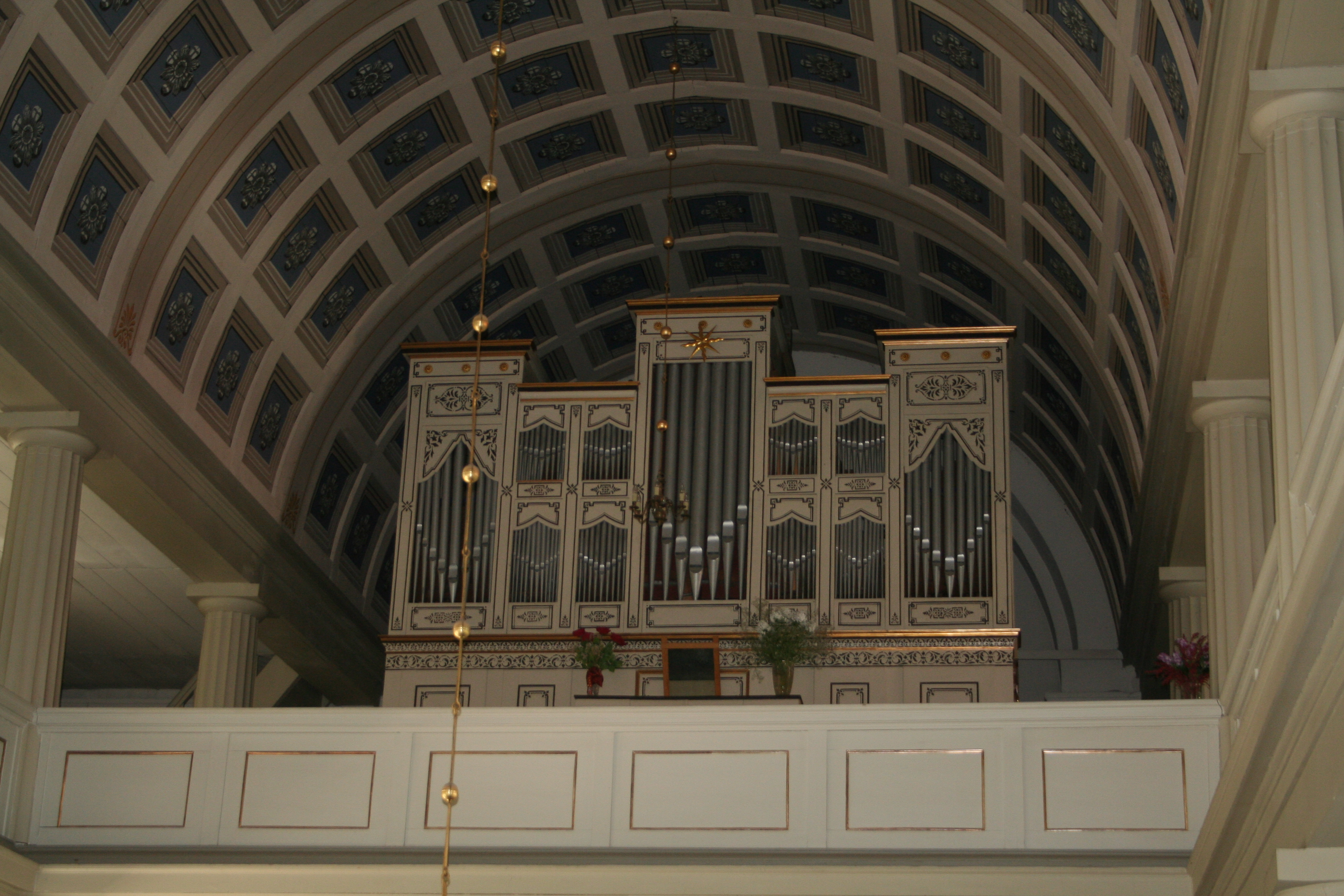
Organy